# Södra Hagunda landskommun
Södra Hagunda landskommun var en tidigare kommun i Uppsala län.

## Administrativ historik
Kommunen inrättades vid den landsomfattande kommunreformen 1952 genom sammanläggning av de tidigare kommunerna Balingsta, Dalby, Hagby, Ramsta, Uppsala-Näs och Västeråker.
Kommunen ägde bestånd fram till 1967, då den gick upp i dåvarande Uppsala stad, sedan 1971 Uppsala kommun.

### Kyrklig tillhörighet
I kyrkligt hänseende tillhörde kommunen församlingarna Balingsta, Dalby, Hagby, Ramsta, Uppsala-Näs och Västeråker.

## Geografi
Södra Hagunda landskommun omfattade den 1 januari 1952 en areal av 127,73 km², varav 127,45 km² land. Efter nymätningar och arealberäkningar färdiga den 1 januari 1956 omfattade landskommunen den 1 november 1960 (enligt indelningen den 1 januari 1961) en areal av 129,49 km², varav 129,36 km² land.

### Tätorter i kommunen 1960
I Södra Hagunda landskommun fanns den 1 november 1960 ingen tätort. Tätortsgraden i kommunen var då alltså 0,0 procent.

## Politik

### Mandatfördelning i valen 1950–1962
| 9 | 12 | 5 | 4 |

| 29 |

| 8 | 12 | 4 | 6 |

| 25 | 5 |

| 7 | 12 | 4 | 7 |

| 25 | 5 |

| 7 | 14 | 3 | 6 |

| 25 | 5 |